# Saint-Mard (Sena i Marne)
Saint-Mard és un municipi francès, situat al departament de Sena i Marne i a la regió de Illa de França. L'any 2007 tenia 3.663 habitants.
Forma part del cantó de Mitry-Mory, del districte de Meaux i de la Comunitat d'aglomeració Roissy Pays de France.

## Demografia

### Població
El 2007 la població de fet de Saint-Mard era de 3.663 persones. Hi havia 1.327 famílies, de les quals 263 eren unipersonals (119 homes vivint sols i 144 dones vivint soles), 358 parelles sense fills, 636 parelles amb fills i 70 famílies monoparentals amb fills.
La població ha evolucionat segons el següent gràfic:
Habitants censats

### Habitatges
El 2007 hi havia 1.403 habitatges, 1.341 eren l'habitatge principal de la família, 7 eren segones residències i 54 estaven desocupats. 1.169 eren cases i 231 eren apartaments. Dels 1.341 habitatges principals, 1.062 estaven ocupats pels seus propietaris, 251 estaven llogats i ocupats pels llogaters i 28 estaven cedits a títol gratuït; 44 tenien una cambra, 109 en tenien dues, 159 en tenien tres, 389 en tenien quatre i 640 en tenien cinc o més. 1.133 habitatges disposaven pel capbaix d'una plaça de pàrquing. A 649 habitatges hi havia un automòbil i a 587 n'hi havia dos o més.

### Piràmide de població
La piràmide de població per edats i sexe el 2009 era:
| Homes | Edats   | Dones |
| ----- | ------- | ----- |
| 0     | 95 o +  | 0     |
| 0     | 90 a 94 | 8     |
| 12    | 85 a 89 | 28    |
| 12    | 80 a 84 | 12    |
| 36    | 75 a 79 | 44    |
| 32    | 70 a 74 | 32    |
| 36    | 65 a 69 | 36    |
| 56    | 60 a 64 | 32    |
| 88    | 55 a 59 | 80    |
| 128   | 50 a 54 | 152   |
| 136   | 45 a 49 | 120   |
| 184   | 40 a 44 | 156   |
| 164   | 35 a 39 | 184   |
| 104   | 30 a 34 | 136   |
| 120   | 25 a 29 | 100   |
| 92    | 20 a 24 | 116   |
| 160   | 15 a 19 | 176   |
| 148   | 10 a 14 | 128   |
| 136   | 5 a 9   | 116   |
| 64    | 0 a 4   | 84    |

## Economia
El 2007 la població en edat de treballar era de 2.606 persones, 2.015 eren actives i 591 eren inactives. De les 2.015 persones actives 1.875 estaven ocupades (992 homes i 883 dones) i 139 estaven aturades (57 homes i 82 dones). De les 591 persones inactives 197 estaven jubilades, 271 estaven estudiant i 123 estaven classificades com a «altres inactius».

### Ingressos
El 2009 a Saint-Mard hi havia 1.347 unitats fiscals que integraven 3.825,5 persones, la mediana anual d'ingressos fiscals per persona era de 22.986 €.

### Activitats econòmiques
Dels 120 establiments que hi havia el 2007, 1 era d'una empresa extractiva, 3 d'empreses alimentàries, 1 d'una empresa de fabricació de material elèctric, 5 d'empreses de fabricació d'altres productes industrials, 16 d'empreses de construcció, 28 d'empreses de comerç i reparació d'automòbils, 9 d'empreses de transport, 9 d'empreses d'hostatgeria i restauració, 8 d'empreses financeres, 4 d'empreses immobiliàries, 11 d'empreses de serveis, 12 d'entitats de l'administració pública i 13 d'empreses classificades com a «altres activitats de serveis».
Dels 30 establiments de servei als particulars que hi havia el 2009, 1 era una oficina de correu, 1 una oficina bancària, 3 tallers de reparació d'automòbils i de material agrícola, 1 autoescola, 2 paletes, 2 guixaires pintors, 6 fusteries, 3 lampisteries, 1 electricista, 1 empresa de construcció, 3 perruqueries, 3 restaurants, 2 agències immobiliàries i 1 saló de bellesa.
Dels 8 establiments comercials que hi havia el 2009, 1 era un hipermercat, 1 una gran superfície de material de bricolatge, 2 fleques, 2 carnisseries, 1 una botiga de material de revestiment de parets i terra i 1 una joieria.

## Equipaments sanitaris i escolars
El 2009 hi havia 1 farmàcia i 2 ambulàncies.
El 2009 hi havia 1 escola maternal i 1 escola elemental. Saint-Mard disposava d'un col·legi d'educació secundària amb 543 alumnes.

## Poblacions més properes
El següent diagrama mostra les poblacions més properes.